# Туэ, Джеффри
Джефри Туэ (англ. Jeffrey James Milton Thue; род. 25 января 1969, Реджайна) — канадский борец вольного стиля, призёр чемпионата и Кубка мира, победитель Игр Содружества, серебряный призёр летних Олимпийских игр 1992 года в Барселоне.

## Карьера
Выступал в супертяжёлой (до 125—130 кг) весовой категории. Победитель чемпионата Содружества 1993 года. Бронзовый призёр Кубка мира 1991 года. Бронзовый призёр чемпионата мира 1991 года в Варне. Участвовал также в соревнованиях по греко-римской борьбе, но высоких места на международных соревнованиях не завоевал.
На летних Олимпийских играх 1992 года в Барселоне Туэ победил сенегальца Мора Вадэ, поляка Томаша Куписа, южнокорейца Пака Сунг Ха, турка Махмута Демира, иранца Алирезу Солеймани и стал победителем своей подгруппы. В финальной схватке канадец проиграл американцу Брюсу Баумгартнеру и завоевал олимпийское серебро.